# Скрипофилия
Скрипофилия (англ. scripophily) — коллекционирование старинных и вышедших из обращения ценных бумаг, в основном акций и облигаций. Это слово произошло от греч. σξριπ — документ и греч. φίλος — любить.

## История

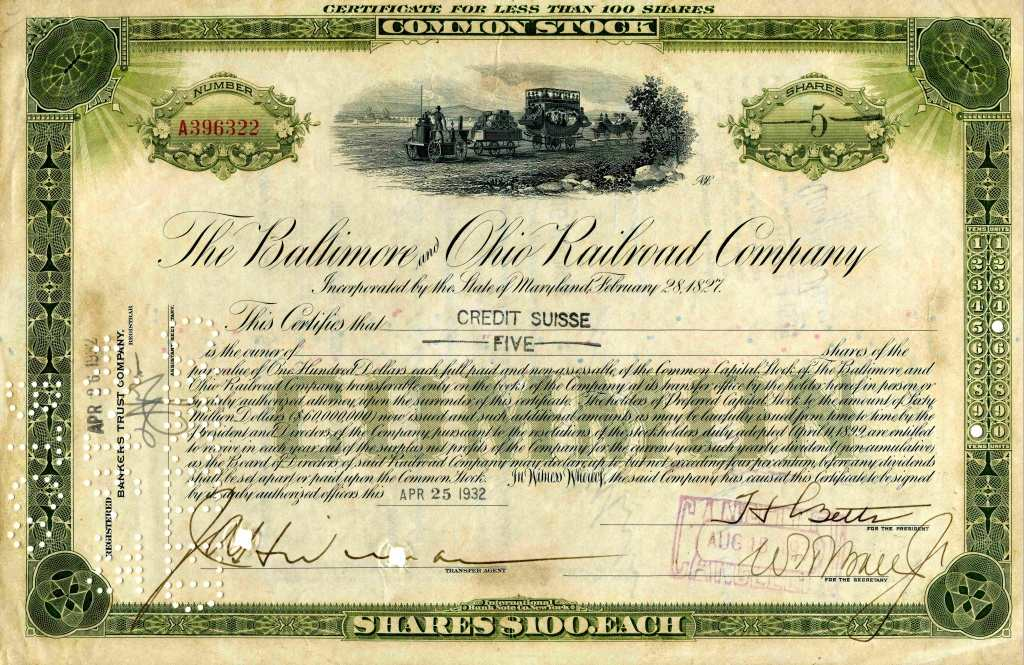
Акция железнодорожной компании Балтимор-Огайо (1827)

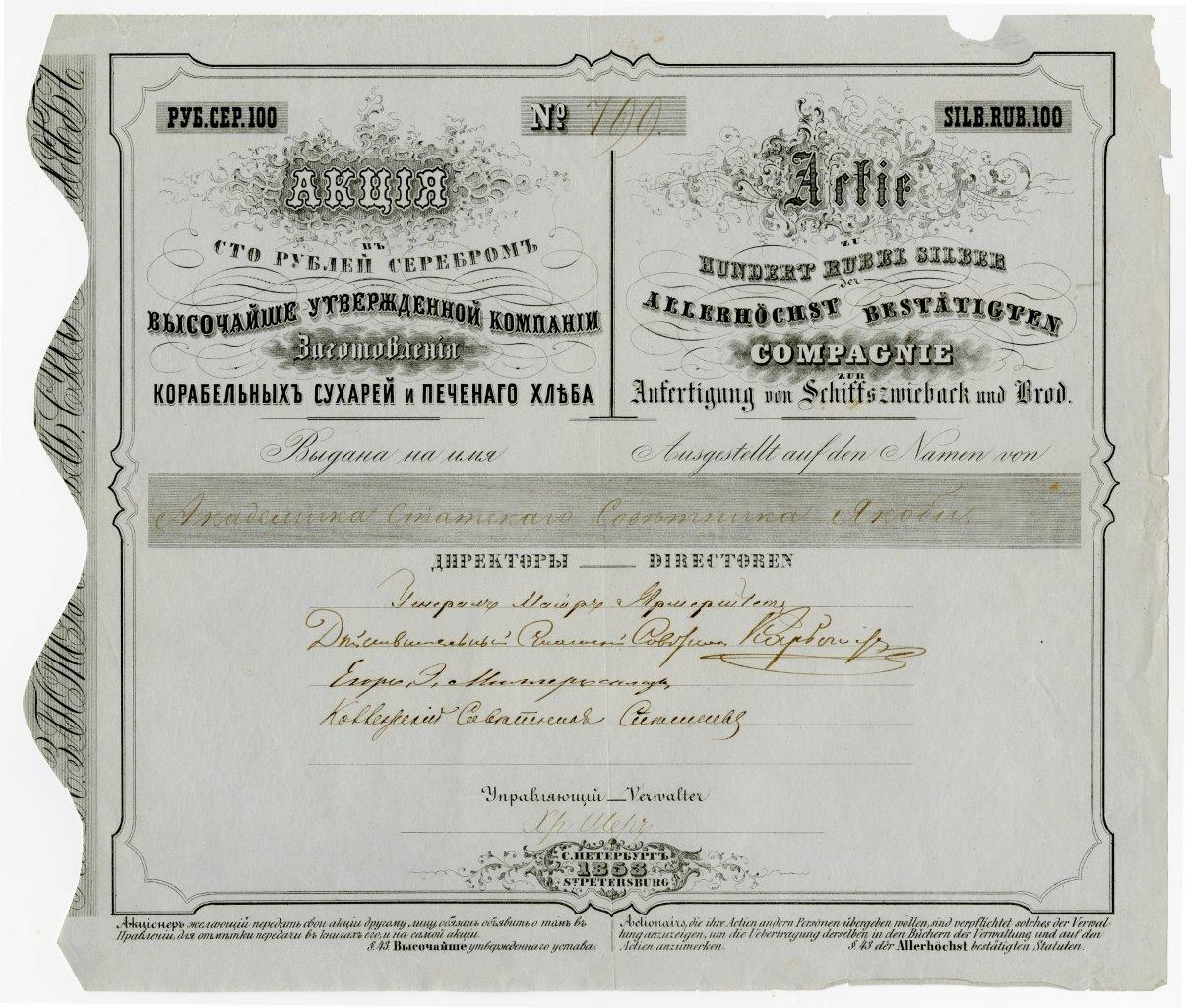
Один из старейших дошедших до наших дней образцов российских ценных бумаг середины XIX в. — акция в сто рублей серебром Компании заготовления корабельных сухарей и печёного хлеба. С.-Петербург, 1853 г.

Зарождение этого увлечения обусловлено развитием мирового фондового рынка и, как следствие, заменой первоначальных бумажных акций и облигаций на их более дешёвые электронные варианты. В настоящее время около 200 тысяч человек во всем мире коллекционируют старинные акции и облигации. В большинстве стран Европы существуют десятки салонов по продаже старинных акций и облигаций, регулярно проводятся аукционы, посвящённые ценным бумагам. Коллекционеры ценных бумаг объединены в три международные ассоциации. Многие приходят к коллекционированию старинных ценных бумаг через бонистику — так как большинство облигаций государственных займов, особенно в России, имело хождение как полноценные денежные знаки.

## Крупнейшие аукционные площадки[3][4]
- The Scripophily Center «Booneshares»[5] (г. Дейнзе, Бельгия)
- HWPH Historisches Wertpapierhaus AG[6] (Баварская община Цорнединг, Германия)
- F.H.W. Freunde Historischer Wertpapiere Auktionsgesellschaft[7] (Вольфенбюттель, Нижняя Саксония, Германия)
- РАД Русский Аукционный Дом[8] (Москва, Россия)
- Аукционный дом Знакъ[9]